# サル味駅
乷味駅（サルミえき）は、大韓民国忠清北道忠州市にある韓国鉄道公社（KORAIL）の鉄道駅である。

## 路線
- 韓国鉄道公社
  - 中部内陸線

## 歴史
- 2024年11月30日 - 開業[2]。

## 隣の駅
韓国鉄道公社
中部内陸線
忠州駅 - 乷味駅 - 水安保温泉駅